# Charles E. Osgood
Charles Egerton Osgood (* 20. November 1916 in Somerville, (Massachusetts); † 15. September 1991) war ein US-amerikanischer Psychologe. Er wurde bekannt durch seine u. a. von ihm entwickelten Testmethoden zur Messung von emotional bedingten begrifflichen Nebenbedeutungen, dem semantischen Differential.

## Leben
Charles Egerton war 1940–1946 Forschungsassistent bei Robert R. Sears (1908–1989) an der Yale University, New Haven, Connecticut. Dort promovierte er zum Ph.D. für Psychologie im Jahre 1945. 1946–1949 war er Dozent an der University of Connecticut in Storrs. 1949–1984 war Osgood als Professor für Psychologie und 1957–1984 Direktor des Institute of Communications Research an der University of Illinois at Urbana-Champaign tätig. 1962–1963 war er Präsident der APA. Die APA erkannte ihm die Ehrung durch den Distinguished Scientific Contribution Award (1960) und den Kurt-Lewin-Award (1971) zu. 1964 wurde er in die American Academy of Arts and Sciences gewählt, 1972 in die National Academy of Sciences.

## Leistungen
Auf dem Höhepunkt des Kalten Krieges schlug Osgood 1962 eine unter der Abkürzung GRIT bekannt gewordene psychologisch begründete Strategie vor, die zur Deeskalation des internationalen Konflikts führen sollte.
Die wissenschaftlichen Leistungen Osgoods im engeren psychologischen Sinne beziehen sich hauptsächlich auf das bereits oben genannte Verfahren des Semantischen Differentials. Damit formulierte er einen Ansatz, der Begriffe als grundsätzlich mehrdeutig ja u. U. als gegensätzlich auffasst, vgl. dazu den Terminus des Oppositionsworts. Osgood spricht von einem semantischen Raum, in dem es mehrere Bedeutungsdimensionen gibt. Sein semantisches Differential passt Konzepte in einen von Adjektiven aufgespannten Raum ein. Osgood erwies sich auf diese Weise zwar als Vertreter des Behaviorismus, er bezog jedoch auch kognitive Elemente zur Erklärung komplexer sprachlicher und begrifflicher Phänomene in seine Arbeiten mit ein. Mit Thomas Sebeok prägte er 1954 die Bezeichnung Psycholinguistik für diese neue wissenschaftliche Disziplin. Der systemtheoretische Gegensatz von Gestaltpsychologie und Assoziationspsychologie einerseits sowie Behaviorismus andererseits wurde von Osgood (1953) entschärft. Er führte sowohl den von dem Gestaltpsychologen Wolfgang Köhler verwendeten Begriff der Einsicht bzw. des Lernens durch Einsicht (kognitives Lernen) als auch die von der Assoziationspsychologie und vom Behaviorismus geprägte Modellvorstellung des Lernens am Erfolg bzw. des Reiz-Reaktions-Modells auf früher gewonnene Erfahrungen zurück, siehe dazu auch die Darstellung des systemtheoretischen Gegensatzes am Beispiel der Isomorphielehre. In z. T. ähnlicher Richtung sind die von ihm entwickelten bzw. vertretenen Theorien wie die Vermittlungstheorie und die Konsistenztheorie im Sinne des Übergangs zum Neobehaviorismus zu verstehen.

## Veröffentlichungen (Auswahl)
- Method and Theory in Experimental Psychology. Oxford University Press, 1953.
- als Hrsg. mit Thomas Sebeok: Psycholinguistics. A Survey of Theory and Research Problems. 1954.
- mit George Suci und Percy Tannenbaum: The Measurement of Meaning. University of Illinois Press, 1957, ISBN 0-252-74539-6.
- Verbal Behavior by B. F. Skinner. Language in the objective mode. In: Contemporary Psychology. Band 3, (Baltimore) 1958.
- Suggestions for Winning the Real War with Communism. In: Journal of Conflict Resolution. Band 3, 1959, S. 295–325.
- Reciprocal Initiative. In: The Liberal Papers. Doubleday, Anchor 1962.
- An Alternative To War Or Surrender. University of Illinois Press, Urbana 1962.
- als Hrsg. mit Murray S. Miron: Approaches to the Study of Aphasia. University of Illinois Press, 1963.
- Perspective in Foreign Policy. Pacific Books, Palo Alto 1966.
- mit William S. May und Murray S. Miron: Cross Cultural Universals of Affective Meaning. University of Illinois Press, 1975, ISBN 0-252-00426-4.
- Focus on Meaning: Explorations in Semantic Space. Mouton Publishers, 1979.
- Psycholinguistics, Cross-Cultural Universals, and Prospects for Mankind. Praeger Publishers, 1988, ISBN 0-03-059433-2.
- als Hrsg. mit Oliver Tzeng: Language, Meaning, and Culture: The Selected Papers of C. E. Osgood. Praeger Publishers, 1990, ISBN 0-275-92521-8.